# ウメイロモドキ
ウメイロモドキ（梅色擬、学名：Caesio teres）は、スズキ目タカサゴ科に属する漂泳区分帯に生息する海水魚。

## 概説
ウメイロモドキは体長40 cm (16 in)に成長する。体形は紡錘形または紡錘様で、尾びれは二股に分かれる。口は小さく、末端部に付く。口は突出し、餌を飲み込むために前方に伸ばすことができる。
背の色は青色と黄色である。若い個体は首または背びれの前部から、対角線上に尾柄の下部まで黄色くなっていく。年をとった個体は、黄色の部分が背びれと尾柄に縮小する。夜間や釣り上げられたときは赤みを帯び、濃い紫色に変化する。
沖縄県では「アカジューグルクン」と呼ぶ。他の「グルクン」と呼ばれる魚と同様、追い込み漁で多獲され食材として親しまれている。

## 分布
紅海とペルシャ湾を除くインド洋から太平洋西部にかけての熱帯の水域に広く分布する。深いラグーンの表層と海底の中間付近や外洋のサンゴ礁付近の表層から50 m (160 ft)の間に生息する。日本では本州中部以南の太平洋に生息する。

## 餌
動物プランクトンを食べる。

## 行動と似た生物

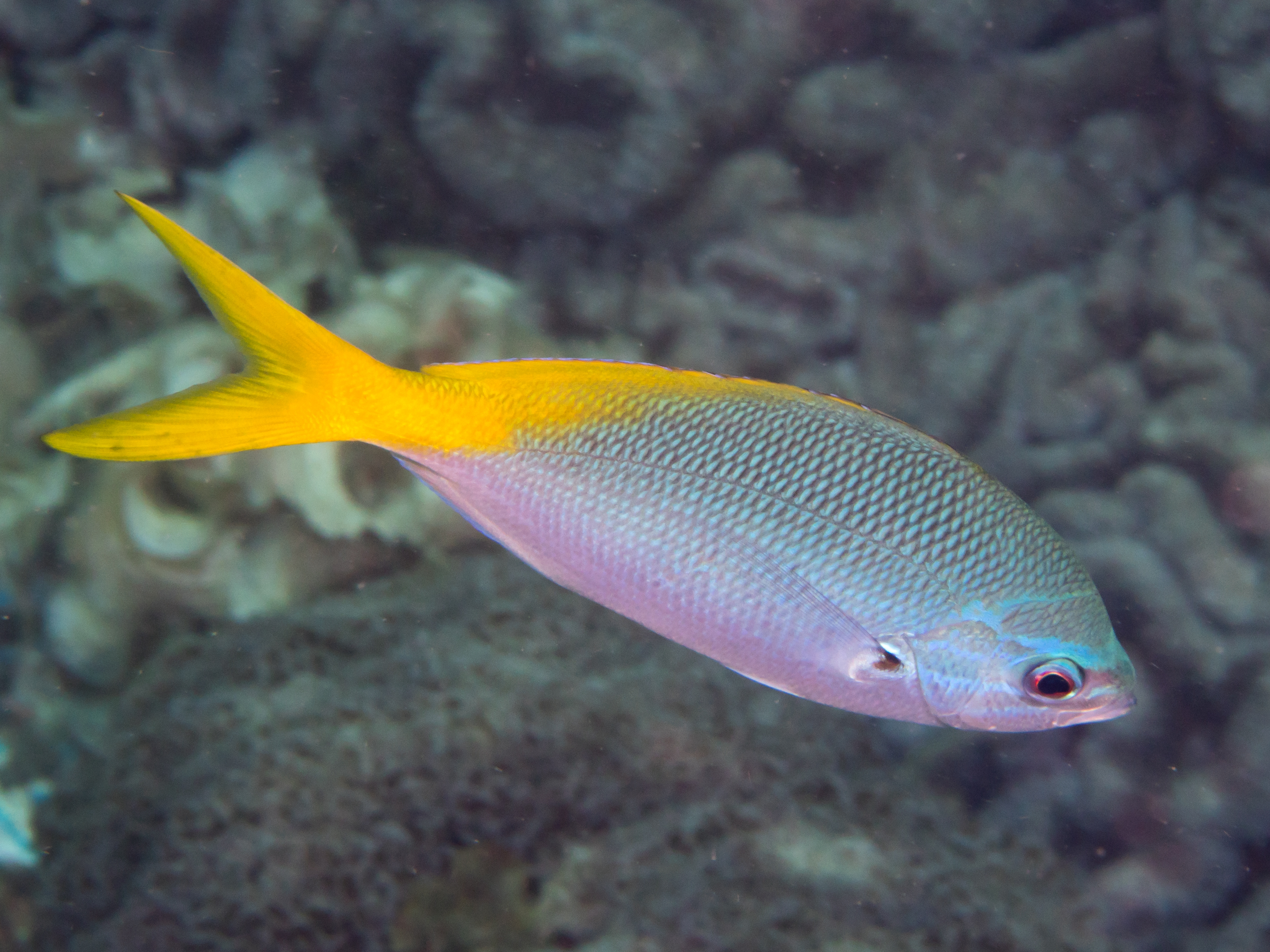
ウメイロモドキ

昼行性の生物で集団で生活し、イエローバックフュージラーなど他のタカサゴ科の魚類とも群れを成す。ウメイロモドキとイエローバックフュージラーは他の2つの種と混同しやすいが、イエローバックフュージラーはウメイロモドキのように黄色の部分が魚齢によって変化しない。イエローバックフュージラーは、目の間の前額部から尾びれ・背びれまで黄色になる。
フエダイ科のウメイロとも似ているが、胸びれの基部の黒斑の有無（ウメイロモドキには黒斑がある）で区別できる。